# درنای خاکستری

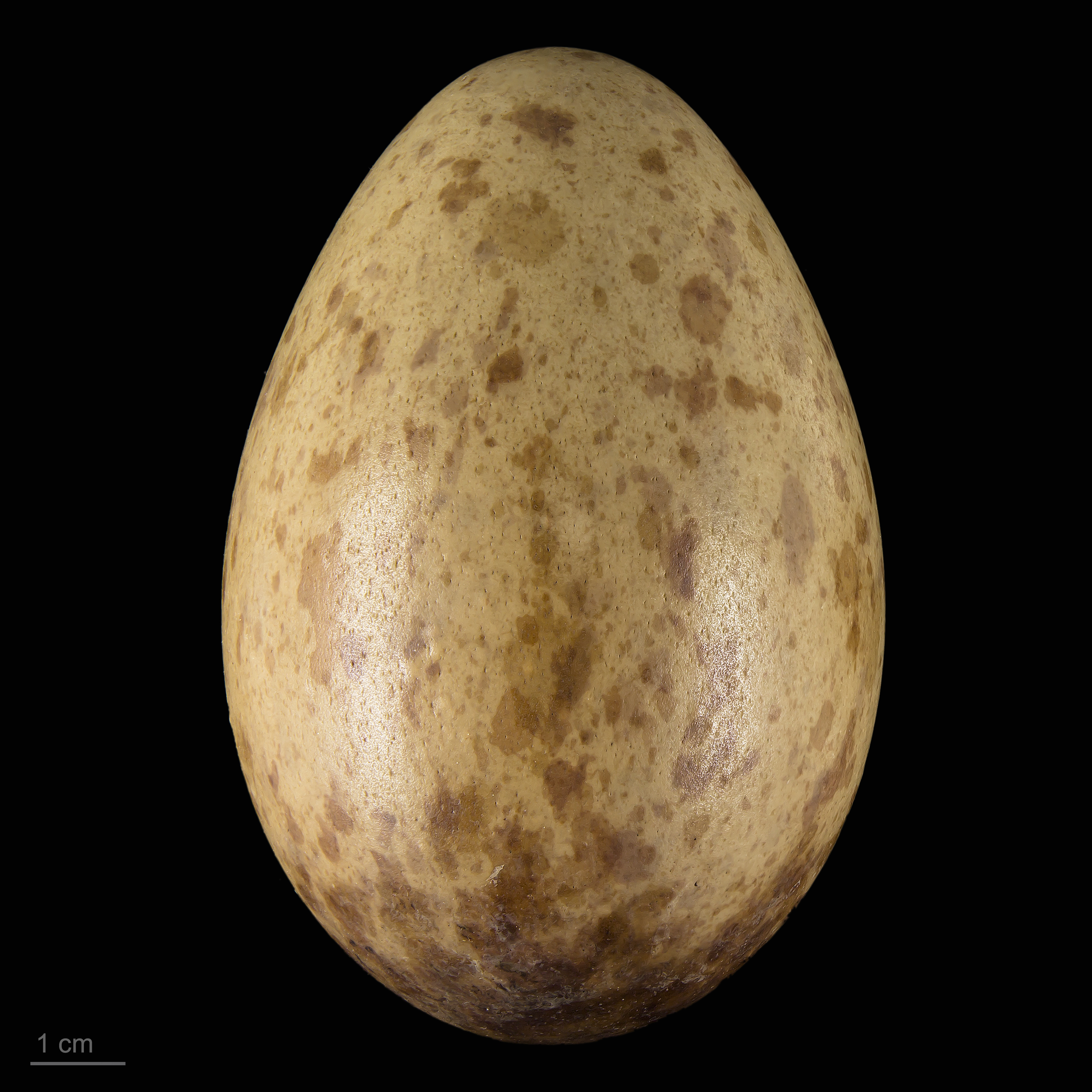
Grus grus

درنای خاکستری یا درنای معمولی یا درنای اوراسیایی (نام علمی: Grus grus) گونه‌ای درنا است که در بخش شمالی اروپا و آسیا پراکنده است. این پرنده همه‌چیزخوار است ولی بیشتر از قسمت‌های مختلف انواع گیاهان تغذیه می‌کند. قامت این پرنده ۱۰۰ تا ۱۳۰ سانتیمتر و وزن آن به‌طور متوسط ۴/۶ کیلوگرم می‌باشد.
شاهپرهای دوم پرنده سیاه و بسیار دراز و آویخته (به شکل دم) است. این نشانه پرنده را از لک‌لک‌ها و حواصیل‌ها متمایز می‌کند. بدن پرنده به‌طور کلی خاکستری سربی ست. یک نوار پهن سفید از پشت چشم شروع شده، در طرفین سر و گردن ادامه پیدا می‌کند که در برابر گلو و صورت سیاه پرنده جلوه خاصی دارد. از نزدیک تارک قرمز آن قابل تشخیص است. منقار پرنده از منقار لک‌لک‌ها و حواصیل‌ها کوتاه‌تر می‌باشد.
در پرنده نابالغ سر و سطح شکمی قهوه‌ای‌رنگ است، نوار سفید سر و گردن را ندارد.
شیوۀ راه رفتن پرنده آهسته و موزون است و هنگام احساس خطر، گردن خود را راست می‌کند. این پرنده در هنگام پرواز، گردن و پای خود را کشیده نگه می‌دارد. گله‌های مهاجر این پرنده به شکل " V " یا در یک خط پرواز می‌کنند.
زیستگاه این پرنده جنگل و مناطق پردرخت، سواحل رودخانه، مرداب‌ها، کشتزارها و استپ‌ها است.

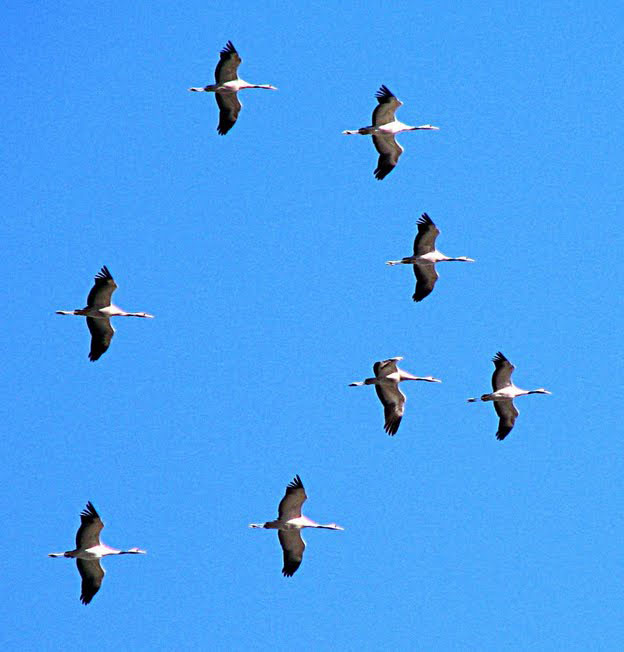
درناهای خاکستری بر فراز تالاب میقان